# Az Egy úr az űrből epizódjainak listája
Ez a cikk az Egy úr az űrből című sorozat epizódjait listázza.

## Évados áttekintés
| Évad | Évad | Epizódok | Eredeti sugárzás     | Eredeti sugárzás | Eredeti adó |
| Évad | Évad | Epizódok | Évadpremier          | Évadfinálé       | Eredeti adó |
| ---- | ---- | -------- | -------------------- | ---------------- | ----------- |
|      | 1    | 25       | 1978. szeptember 14. | 1979. május 10.  | ABC         |
|      | 2    | 26       | 1979. szeptember 16. | 1980. május 1.   | ABC         |
|      | 3    | 22       | 1980. november 13.   | 1981. május 14.  | ABC         |
|      | 4    | 22       | 1981. október 8.     | 1982. május 27.  | ABC         |

## 1. évad (1978-1979)
| Sor. | Év. | Cím                               | Rendező          | Író                             | Premier              |
| ---- | --- | --------------------------------- | ---------------- | ------------------------------- | -------------------- |
| 1.   | 1.  | Pilot Part 1                      | Howard Storm     | Dale McRaven                    | 1978. szeptember 14. |
| 2.   | 2.  | Pilot Part 2                      | Howard Storm     | Dale McRaven                    | 1978. szeptember 14. |
| 3.   | 3.  | Mork Moves In                     | Howard Storm     | Lloyd Turner és Gordon Mitchell | 1978. szeptember 21. |
| 4.   | 4.  | Mork Runs Away                    | Joel Zwick       | April Kelly                     | 1978. szeptember 28. |
| 5.   | 5.  | Mork in Love                      | Harvey Medlinsky | Lloyd Turner és Gordon Mitchell | 1978. október 5.     |
| 6.   | 6.  | Mork's Seduction                  | Harvey Medlinsky | Neil Lebowitz                   | 1978. október 12.    |
| 7.   | 7.  | Mork Goes Public                  | Joel Zwick       | David Misch és April Kelly      | 1978. október 19.    |
| 8.   | 8.  | To Tell the Truth                 | Joel Zwick       | April Kelly                     | 1978. november 2.    |
| 9.   | 9.  | Mork the Gullible                 | Howard Storm     | Neil Lebowitz                   | 1978. november 9.    |
| 10.  | 10. | A Mommy for Morky                 | Howard Storm     | Tom Tenowich                    | 1978. november 16.   |
| 11.  | 11. | Mork's Greatest Hit               | Howard Storm     | David Misch                     | 1978. november 23.   |
| 12.  | 12. | Old Fears                         | Howard Storm     | April Kelly                     | 1978. november 30.   |
| 13.  | 13. | Mork's First Christmas            | Jeff Chambers    | Dale McRaven és Bruce Johnson   | 1978. december 14.   |
| 14.  | 14. | Mork and the Immigrant            | Howard Storm     | David O'Malley és April Kelly   | 1979. január 11.     |
| 15.  | 15. | Mork the Tolerant                 | Howard Storm     | Lloyd Turner és Gordon Mitchell | 1979. január 18.     |
| 16.  | 16. | Young Love                        | Howard Storm     | Tom Tenowich                    | 1979. január 25.     |
| 17.  | 17. | Skyflakes Keep Falling on My Head | Howard Storm     | Dale McRaven és Bruce Johnson   | 1979. február 1.     |
| 18.  | 18. | Mork Goes Erk                     | Howard Storm     | Lloyd Turner és Gordon Mitchell | 1979. február 8.     |
| 19.  | 19. | Yes Sir, That's My Baby           | Jeff Chambers    | April Kelly                     | 1979. február 15.    |
| 20.  | 20. | Mork Mixed Emotions               | Jeff Chambers    | Tom Tenowich és Ed Scharlach    | 1979. február 22.    |
| 21.  | 21. | Mork's Night Out                  | Howard Storm     | Dale McRaven és Bruce Johnson   | 1979. március 8.     |
| 22.  | 22. | In Mork We Trust                  | Howard Storm     | Michael Endler                  | 1979. március 15.    |
| 23.  | 23. | Mork Runs Down                    | Howard Storm     | Ben Starr                       | 1979. április 12.    |
| 24.  | 24. | It's a Wonderful Mork             | Howard Storm     | Ed Scharlach és Tom Tenowich    | 1979. május 3.       |
| 25.  | 25. | Mork's Best Friend                | Howard Storm     | Simon Muntner                   | 1979. május 10.      |

## 2. évad (1979-1980)
| Sor. | Év. | Cím                              | Rendező          | Író                                                                               | Premier              |
| ---- | --- | -------------------------------- | ---------------- | --------------------------------------------------------------------------------- | -------------------- |
| 26.  | 1.  | Mork in Wonderland Part 1        | Howard Storm     | Dale McRaven és Bruce Johnson                                                     | 1979. szeptember 16. |
| 27.  | 2.  | Mork in Wonderland Part 2        | Howard Storm     | Dale McRaven és Bruce Johnson                                                     | 1979. szeptember 16. |
| 28.  | 3.  | Stark Raving Mork                | Howard Storm     | April Kelly                                                                       | 1979. szeptember 23. |
| 29.  | 4.  | Mork's Baby Blues                | Howard Storm     | David Misch és April Kelly                                                        | 1979. szeptember 30. |
| 30.  | 5.  | Dr. Morkenstein                  | Harvey Medlinsky | Bruce Kalish és Philip John Taylor                                                | 1979. október 7.     |
| 31.  | 6.  | Mork vs. Mindy                   | Howard Storm     | David Misch                                                                       | 1979. október 14.    |
| 32.  | 7.  | Mork Gets Mindy-itis             | Howard Storm     | Tom Tenowich                                                                      | 1979. október 21.    |
| 33.  | 8.  | A Morkville Horror               | Howard Storm     | Tom Tenowich és Ed Scharlach                                                      | 1979. október 28.    |
| 34.  | 9.  | Mork's Healthful Hints           | Howard Storm     | David Misch                                                                       | 1979. november 4.    |
| 35.  | 10. | Dial 'N' for Nielsen             | Howard Storm     | David Misch és April Kelly                                                        | 1979. november 11.   |
| 36.  | 11. | Mork vs. the Necrotons Part 1    | Howard Storm     | Alan Eisenstock és Larry Mintz                                                    | 1979. november 18.   |
| 37.  | 12. | Mork vs. the Necrotons Part 2    | Howard Storm     | Alan Eisenstock és Larry Mintz                                                    | 1979. november 18.   |
| 38.  | 13. | Hold That Mork                   | Howard Storm     | Bruce Kalish és Philip John Taylor                                                | 1979. november 25.   |
| 39.  | 14. | The Exidor Affair                | Howard Storm     | Dale McRaven és Bruce Johnson                                                     | 1979. december 2.    |
| 40.  | 15. | The Mork Syndrome                | Howard Storm     | April Kelly és David Patrick O'Malley                                             | 1979. december 9.    |
| 41.  | 16. | Exidor's Wedding                 | Howard Storm     | Dale McRaven és Bruce Johnson                                                     | 1979. december 16.   |
| 42.  | 17. | A Mommy for Mindy                | Howard Storm     | April Kelly                                                                       | 1980. január 3.      |
| 43.  | 18. | The Night They Raided Mind-ski's | Howard Storm     | Ed Scharlach és Tom Tenowich                                                      | 1980. január 10.     |
| 44.  | 19. | Mork Learns to See               | Howard Storm     | Ed Scharlach és Tom Tenowich                                                      | 1980. január 17.     |
| 45.  | 20. | Mork's Vacation                  | Howard Storm     | Tom Tenowich és Ed Scharlach                                                      | 1980. január 24.     |
| 46.  | 21. | Jeanie Loves Mork                | Howard Storm     | Történet: Steve Kreinberg és Andy Guerdat Tévéjáték: Ed Scharlach és Tom Tenowich | 1980. január 31.     |
| 47.  | 22. | Little Orphan Morkie             | Howard Storm     | Bruce Kalish és Philip John Taylor                                                | 1980. február 7.     |
| 48.  | 23. | Looney Tunes and Morkie Melodies | Howard Storm     | Tom Tenowich és Ed Scharlach                                                      | 1980. február 14.    |
| 49.  | 24. | Clerical Error                   | Howard Storm     | April Kelly                                                                       | 1980. február 28.    |
| 50.  | 25. | Invasion of the Mork Snatchers   | Howard Storm     | Tom Tenowich és Ed Scharlach                                                      | 1980. március 20.    |
| 51.  | 26. | The Way Mork Were                | Howard Storm     | April Kelly és David Misch                                                        | 1980. május 1.       |

## 3. évad (1980-1981)
| Sor. | Év. | Cím                                 | Rendező           | Író                                                                   | Premier            |
| ---- | --- | ----------------------------------- | ----------------- | --------------------------------------------------------------------- | ------------------ |
| 52.  | 1.  | Putting the Ork Back in Mork Part 1 | Howard Storm      | Ed Scharlach és Tom Tenowich                                          | 1980. november 13. |
| 53.  | 2.  | Putting the Ork Back in Mork Part 2 | Howard Storm      | Ed Scharlach és Tom Tenowich                                          | 1980. november 13. |
| 54.  | 3.  | Mork in Never-Never Land            | Howard Storm      | Wendy Kout                                                            | 1980. november 20. |
| 55.  | 4.  | Dueling Skates                      | Garry K. Marshall | Dale McRaven és Bruce Johnson                                         | 1980. november 27. |
| 56.  | 5.  | Mork the Prankster                  | Jeff Chambers     | Wendy Kout és George Zateslo                                          | 1980. december 4.  |
| 57.  | 6.  | Mork, the Monkey's Uncle            | Howard Storm      | Történet: James Klein Tévéjáték: Tom Tenowich és Ed Scharlach         | 1980. december 11. |
| 58.  | 7.  | Gunfight at the Mork-Kay Corral     | Jeff Chambers     | Stuart Gillard                                                        | 1980. december 18. |
| 59.  | 8.  | Mork's New Look                     | Howard Storm      | April Kelly                                                           | 1981. január 1.    |
| 60.  | 9.  | Alas, Poor Mork, We Knew Him Well   | Howard Storm      | Steve Kreinberg és Andy Guerdat                                       | 1981. január 8.    |
| 61.  | 10. | Mork and the Bum Rap                | Howard Storm      | Deborah Raznick és John B. Collins                                    | 1981. január 15.   |
| 62.  | 11. | Mindy Gets Her Job                  | Howard Storm      | Tom Tenowich és Ed Scharlach                                          | 1981. január 22.   |
| 63.  | 12. | Twelve Angry Appliances             | Howard Storm      | Jeff Reno és Ron Osborn                                               | 1981. február 5.   |
| 64.  | 13. | There's a New Mork in Town          | Howard Storm      | Jeff Reno és Ron Osborn                                               | 1981. február 12.  |
| 65.  | 14. | Mork Meets Robin Williams           | Howard Storm      | Dale McRaven és Bruce Johnson                                         | 1981. február 19.  |
| 66.  | 15. | Mindy, Mindy, Mindy                 | Howard Storm      | Steve Kreinberg és Andy Guerdat                                       | 1981. február 26.  |
| 67.  | 16. | Mork, the Swinging Single           | Howard Storm      | Wendy Kout                                                            | 1981. március 12.  |
| 68.  | 17. | Mork and Mindy Meet Rick and Ruby   | Howard Storm      | Dale McRaven és Bruce Johnson                                         | 1981. március 26.  |
| 69.  | 18. | Mork an the Family Reunion          | Howard Storm      | April Kelly                                                           | 1981. április 9.   |
| 70.  | 19. | Old Muggable Mork                   | Don Barnhart      | John B. Collins és Deborah Raznick                                    | 1981. április 16.  |
| 71.  | 20. | I Heard It Through the Morkvine     | Howard Storm      | Történet: Jim Fisher és Jim Staahl Tévéjáték: Jeff Reno és Ron Osborn | 1981. április 30.  |
| 72.  | 21. | Mindy and Mork                      | Howard Storm      | Brian Levant                                                          | 1981. május 7.     |
| 73.  | 22. | Reflections and Regrets             | Howard Storm      | Tom Tenowich és Ed Scharlach                                          | 1981. május 14.    |

## 4. évad (1981-1982)
| Sor. | Év. | Cím                              | Rendező        | Író                                                           | Premier            |
| ---- | --- | -------------------------------- | -------------- | ------------------------------------------------------------- | ------------------ |
| 74.  | 1.  | Limited Engagement               | Bob Claver     | Brian Levant                                                  | 1981. október 8.   |
| 75.  | 2.  | The Wedding                      | Bob Claver     | Alan Eisenstock és Larry Mintz                                | 1981. október 15.  |
| 76.  | 3.  | The Honeymoon                    | Bob Claver     | Dale McRaven és Bruce Johnson                                 | 1981. október 22.  |
| 77.  | 4.  | Three the Hard Way               | Bob Claver     | Richard Rosenstock és Roy Teicher                             | 1981. október 29.  |
| 78.  | 5.  | Mama Mork, Papa Mindy            | Frank Buxton   | Wendy Kout és George Zateslo                                  | 1981. november 5.  |
| 79.  | 6.  | My Dad Can't Beat Up Anyone      | Frank Buxton   | Dale McRaven és Bruce Johnson                                 | 1981. november 12. |
| 80.  | 7.  | Long Before We Met...            | Frank Buxton   | Deborah Raznick és John B. Collins                            | 1981. november 19. |
| 81.  | 8.  | Rich Mork, Poor Mork             | Frank Buxton   | Richard Rosenstock és Roy Teicher                             | 1981. november 26. |
| 82.  | 9.  | Alienation                       | Don Barnhart   | Wendy Kout és George Zateslo                                  | 1981. december 3.  |
| 83.  | 10. | P.S. 2001                        | Bob Claver     | Cindy Begel és Lisa Kite                                      | 1981. december 17. |
| 84.  | 11. | Pajama Game II                   | Bob Claver     | Cindy Begel és Lisa Kite                                      | 1982. január 7.    |
| 85.  | 12. | Present Tense                    | Bob Claver     | Winifred Hervey                                               | 1982. január 14.   |
| 86.  | 13. | Metamorphosis - the TV Show      | Bob Claver     | Bob Perlow és Gene Braunstein                                 | 1982. január 21.   |
| 87.  | 14. | Drive, She Said                  | Bob Claver     | Lisa Kite és Cindy Begel                                      | 1982. február 4.   |
| 88.  | 15. | I Don't Remember Mama            | Bob Claver     | John B. Collins és Deborah Raznick                            | 1982. február 11.  |
| 89.  | 16. | Mork, Mindy and Mearth Meet MILT | Bob Claver     | Wendy Kout és George Zateslo                                  | 1982. február 18.  |
| 90.  | 17. | Midas Mork                       | Bob Claver     | Wendy Kout és George Zateslo                                  | 1982. április 15.  |
| 91.  | 18. | Cheerleaders in Chain            | Bob Claver     | Történet: Cindy Begel és Lisa Kite Tévéjáték: Winifred Hervey | 1982. április 22.  |
| 92.  | 19. | Gotta Run: Part 1                | Don Barnhart   | Cindy Begel és Lisa Kite                                      | 1982. május 6.     |
| 93.  | 20. | Gotta Run: Part 2                | Bob Claver     | Richard Gurman                                                | 1982. május 13.    |
| 94.  | 21. | Gotta Run: Part 3                | Bob Claver     | Alan Eisenstock és Larry Mintz                                | 1982. május 20.    |
| 95.  | 22. | The Mork Report                  | Robin Williams | Winifred Hervey                                               | 1982. május 27.    |